# Adrian Sutil
Adrian Sutil (Starnberg, 11 de janeiro de 1983) é um ex-piloto de Fórmula 1 alemão, filho de pai uruguaio e mãe alemã.

## Carreira
Embora tenha, desde cedo, mostrado dotes para pianista, também cedo começou no automobilismo. Como é habitual começou a sua carreira no kart com catorze anos, evoluindo posteriormente para a Fórmula Ford Suíça 1800 em 2002, onde saiu vencedor nos dez circuitos e adicionou cinco vitórias nos Campeonatos austríacos de Fórmula Masters.
Em 2003, contudo, no Campeonato da Fórmula BMW ADAC, conseguiu apenas o sexto lugar, não tendo alcançado nenhuma vitória. Na temporada seguinte chegou à Fórmula 3 Euroseries competindo na equipa de Colin Kolles. Embora pontuasse apenas duas vezes, a ligação que estabeleceu com Kolles foi extremamente importante para seu futuro.
Na última corrida do ano, mudou para a equipa ASM, onde permaneceu até 2005.
Sutil faltou aos últimos dois circuitos da Euroseries de 2005, tendo participado em três corridas da A1 pela equipe da Alemanha (etapas de Portugal, Austrália e Dubai), tendo como melhores resultados dois décimo segundos lugares.
Em 2006 ganhou o campeonato doméstico da Fórmula 3. Mostrou ser muito forte durante toda a época, tendo terminado, também, em terceiro lugar no Grande Prêmio de Fórmula 3 na etapa de Macau.

### Fórmula 1

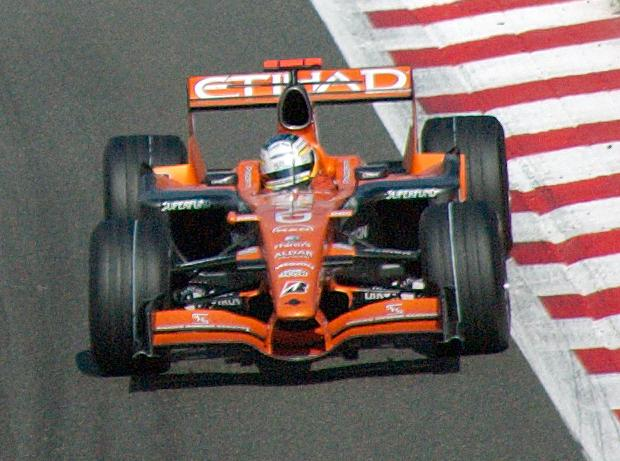
Sutil pilotando pela Spyker durante o Grande Prêmio da Bélgica de 2007.

Ainda em 2006, conseguiu sua primeira participação na Fórmula 1, tendo sido, em janeiro, confirmado como piloto de testes da Midland F1 Racing, juntamente com Markus Winkelhock e Giorgio Mondini. Esta nova evolução na sua carreira deveu-se a conhecer Colin Kolles, que, na época, trabalhava nesta equipe. Sutil apareceu como o terceiro piloto nas corridas de Nürburgring, Magny-Cours e Suzuka.
Na temporada 2007, foi promovido a segundo piloto da Midland F1 Racing (substituindo o português Tiago Monteiro), que passaria a se chamar Spyker, onde correu por toda a temporada.
Na temporada 2008, a Spyker foi comprada pelo indiano Vijay Mallya e mais uma vez mudou de nome, passando a se chamar Force India. Sutil permaneceu na equipe, agora ao lado do italiano Giancarlo Fisichella.
Durante a temporada não somou nenhum ponto,porém em Mônaco vinha fazendo uma grande corrida estando em 4°lugar. Mas Kimi Raikkonen perdeu o controle de seu carro na saída do túnel, encerrando as  chances de Sutil pontuar.
Na temporada 2009, Sutil continuou ao lado de Giancarlo Fisichella, que levou a Force India a sua primeira pole e um surpreendente segundo lugar. O novo companheiro de Sutil é o italiano Vitantonio Liuzzi. Praticamente no fim da temporada, a equipe vê seu carro evoluindo de maneira espetacular, com uma boa colocação no Grande Prêmio da Bélgica, e seus atuais dois pilotos largando entre os dez primeiros em Monza.

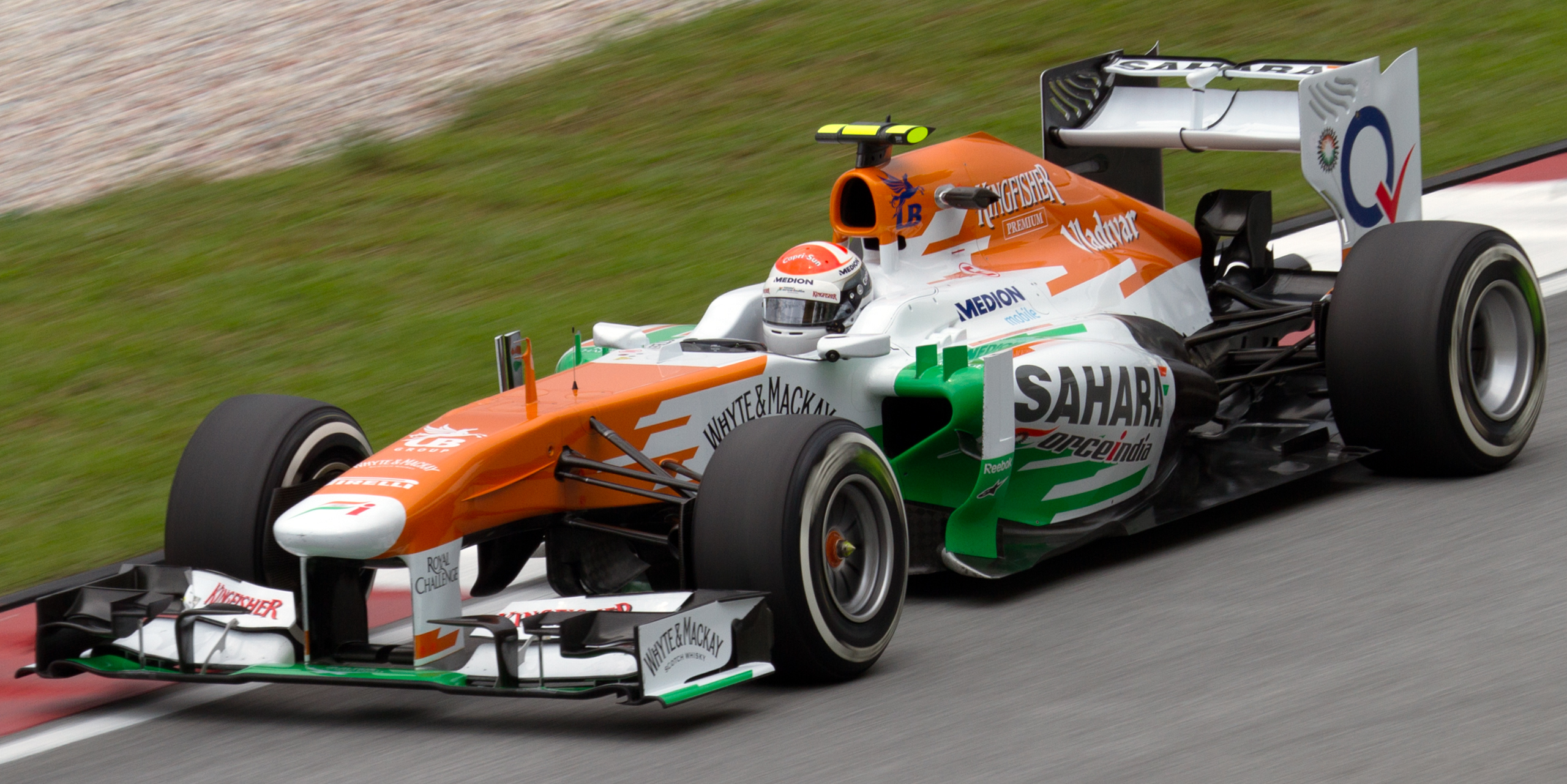
Sutil pilotando pela Force India durante o Grande Prêmio da Malásia de 2013.

Obteve em 2011 sua melhor posição no Mundial de pilotos, o nono lugar, com 42 pontos, entretanto, perderia seu lugar na equipe para Nico Hülkenberg.

### Agressão
Enfrentou um processo por agressão movido por Eric Lux, um dos proprietários da equipe Lotus Renault GP. Esta ocorreu no fim de semana do Grande Prêmio da China de 2011 em uma casa noturna de Xangai. Sutil foi condenado em 31 de janeiro de 2012 ao pagamento de multa de 200 mil euros e a cumprir pena - condicional suspensa - de dezoito meses de prisão.

## Retorno a Fórmula 1
Em 2013 retornou a Fórmula 1 defendendo novamente a Force India. Em 2014 correu pela Sauber.
Em 2015 é anunciado o piloto reserva da Williams.

## Resultados na Fórmula 1
Legenda: (Corridas em negrito indicam pole position); (Corridas em itálico indicam volta mais rápida)
|      | Equipe                       | Chassis           | Motor                    | 1       | 2       | 3       | 4       | 5       | 6       | 7       | 8      | 9       | 10      | 11      | 12      | 13      | 14      | 15      | 16      | 17      | 18      | 19     | Classificação | Pontos |
| ---- | ---------------------------- | ----------------- | ------------------------ | ------- | ------- | ------- | ------- | ------- | ------- | ------- | ------ | ------- | ------- | ------- | ------- | ------- | ------- | ------- | ------- | ------- | ------- | ------ | ------------- | ------ |
| 2006 | Midland F1 Racing            | Midland M16       | Toyota RVX-06 2.4 V8     | BAR     | MAL     | AUS     | SMR     | EUR TD  | ESP     | MON     | GBR    | CAN     | EUA     | FRA TD  | ALE     | HUN     | TUR     | ITA     |         |         |         |        | -             | -      |
| 2006 | Spyker F1 Team               | Midland M16       | Toyota RVX-06 2.4 V8     |         |         |         |         |         |         |         |        |         |         |         |         |         |         |         | CHN     | JAP TD  | BRA     |        | -             | -      |
| 2007 | Etihad Aldar Spyker F1 Team  | Spyker F8-VII     | Ferrari 056H 2.4 V8      | AUS 17  | MAS Ret | BAR 15  | ESP 13  | MON Ret | CAN Ret | EUA 14  | FRA 17 | GBR Ret | EUR Ret | HUN 17  | TUR 21  |         |         |         |         |         |         |        | 19º           | 1      |
| 2007 | Etihad Aldar Spyker F1 Team  | Spyker F8-VIIB    | Ferrari 056H 2.4 V8      |         |         |         |         |         |         |         |        |         |         |         |         | ITA 19  | BEL 14  | JAP 8   | CHN Ret | BRA Ret |         |        | 19º           | 1      |
| 2008 | Force India Formula One Team | Force India VJM01 | Ferrari 056 2.4 V8       | AUS Ret | MAS Ret | BAR 19  | ESP Ret | TUR 16  | MON Ret | CAN Ret | FRA 19 | GBR Ret | ALE 15  | HUN Ret | EUR Ret | BEL 13  | ITA 19  | SIN Ret | JAP Ret | CHN Ret | BRA 16  |        | 20º           | 0      |
| 2009 | Force India Formula One Team | Force India VJM02 | Mercedes FO 108W 2.4 V8  | AUS 9   | MAS 17  | CHN 17  | BAR 16  | ESP Ret | MON 14  | TUR 17  | GBR 17 | ALE 15  | HUN Ret | EUR 10  | BEL 11  | ITA 4   | SIN Ret | JAP 13  | BRA Ret | ABU 17  |         |        | 17º           | 5      |
| 2010 | Force India Formula One Team | Force India VJM03 | Mercedes FO 108X 2.4L V8 | BAR 12  | AUS Ret | MAL 5   | CHN 11  | ESP 7   | MON 8   | TUR 9   | CAN 10 | EUR 6   | GBR 8   | ALE 17  | HUN Ret | BEL 5   | ITA 16  | SIN 8   | JAP 18  | COR Ret | BRA 12  | ABU 13 | 11°           | 47     |
| 2011 | Force India F1 Team          | Force India VJM04 | Mercedes FO 108Y 2.4 V8  | AUS 9   | MAL 11  | CHN 15  | TUR 13  | ESP 13  | MON 7   | CAN Ret | EUR 9  | GBR 11  | ALE 6   | HUN 14  | BEL 7   | ITA Ret | SIN 8   | JAP 11  | COR 11  | IND 9   | ABU 8   | BRA 6  | 9°            | 42     |
| 2013 | Force India F1 Team          | Force India VJM06 | Mercedes FO 108Z 2.4 V8  | AUS 7   | MAL Ret | CHN Ret | BAR 13  | ESP 13  | MON 5   | CAN 10  | GBR 7  | ALE 13  | HUN Ret | BEL 9   | ITA 16  | SIN 10  | COR 20  | JAP 14  | IND 9   | ABU 10  | EUA Ret | BRA 13 | 13º           | 29     |
| 2014 | Sauber                       | Sauber C33        | Ferrari 059/3            | AUS 11  | MAL Ret | BAR Ret | CHN Ret | ESP 17  | MON Ret | CAN 13  | AUT 13 | GBR 13  | ALE Ret | HUN 11  | BEL 14  | ITA 15  | SIN Ret | JAP 21† | RUS 16  | EUA Ret | BRA 16  | ABU 16 | 18º           | 0      |

† Pilotos que não terminaram o Grande Prêmio mas foram classificados pois completaram 90% da corrida.